# 丁旗街道
丁旗街道，是中华人民共和国贵州省安顺市镇宁布依族苗族自治县下辖的一个街道办事处。
2016年1月14日，贵州省人民政府批复同意镇宁自治县部分乡镇行政区划调整，同意撤销丁旗镇建制，设置丁旗街道。新设置的丁旗街道辖原丁旗镇行政区域，街道办事处驻五街村。

## 行政区划
丁旗街道下辖以下地区：
丁旗社区、五街村、一街村、二街村、三街村、四街村、上落溪村、刘关村、西龙庄村、大坡村、新院村、狗场坡村、小寨村、关寨村、下落溪村、戈机村、坡马村、李广堡村、杨柳村、小学庄村、大学庄村、郭其堡村、杜关堡村、雨窝桥村、小湾村、白坟村、烂坝村、肖玉堡村、楼梯湾村、塘堡村、水桐村、雨窝寨村、大湾村、马鞍山村、凉水村、平寨村、包寨村、猫猫箐村、石头村、马寨村、比工村、路边村、下午村、撒网山村、云盘村、马简村、上坝田村、桂家村、夏官堡村、老里村、洞口村、龙潭口村和桑寨村。